# Соломник
Straminergon — рід мохів родини тупокришникових (Amblystegiaceae).
Рід має майже космополітичне поширення.
Види:
- Straminergon stramineum Hedenäs, 1993